# Stenetrium macrochirium
Stenetrium macrochirium är en kräftdjursart som beskrevs av Nicholls 1929. Stenetrium macrochirium ingår i släktet Stenetrium och familjen Stenetriidae. Inga underarter finns listade i Catalogue of Life.